# Молин (Иллинойс)
Моли́н (англ. Moline, МФА /moʊˈliːn/) — город в округе Рок-Айленд, штат Иллинойс, США, один из четырёх слившихся городов (Quad Cities), вместе с Давенпортом, Рок-Айлендом и Ист-Молин. По данным переписи 2010 года численность населения города составила 43 483 человек.

## Демография
По данным переписи населения 2000 года, общая численность населения составляла 43 768 человек. Зарегистрировано 18 238 домовладений и 19 856 единиц жилья, средняя стоимость дома составила $ 110 600 (по штату — $ 202 500). Согласно данным переписи 2010 года население города снизилось на 0,7 % до 43 483 человек.
Распределение населения по расовому признаку:
- белые — 75,1 %
- афроамериканцы — 5,2 %
- коренные американцы — 0,3 %
- азиаты — 2,4 %
- латиноамериканцы — 15,6 % и др.

9,5 % населения родились в Молине, 85,3 % живут в своих домах более одного года. 14,7 % населения в возрасте старше пяти лет, у себя дома говорят не только на английском языке. 88,7 % населения старше 25-и лет имеет среднее образование, 26,0 % обладают степенью бакалавра, магистра и выше.
Распределение населения по возрасту:
- до 5 лет — 6,5 %
- до 18 лет — 22,8 %
- от 65 лет — 16,1 %

Годовой доход на домовладение составляет в среднем $ 49 290. Доход на душу населения — $ 27 166. 9,7 % жителей находится ниже прожиточного минимума. Трудоспособное население затрачивает в среднем 16,5 минут на дорогу на работу.

## География

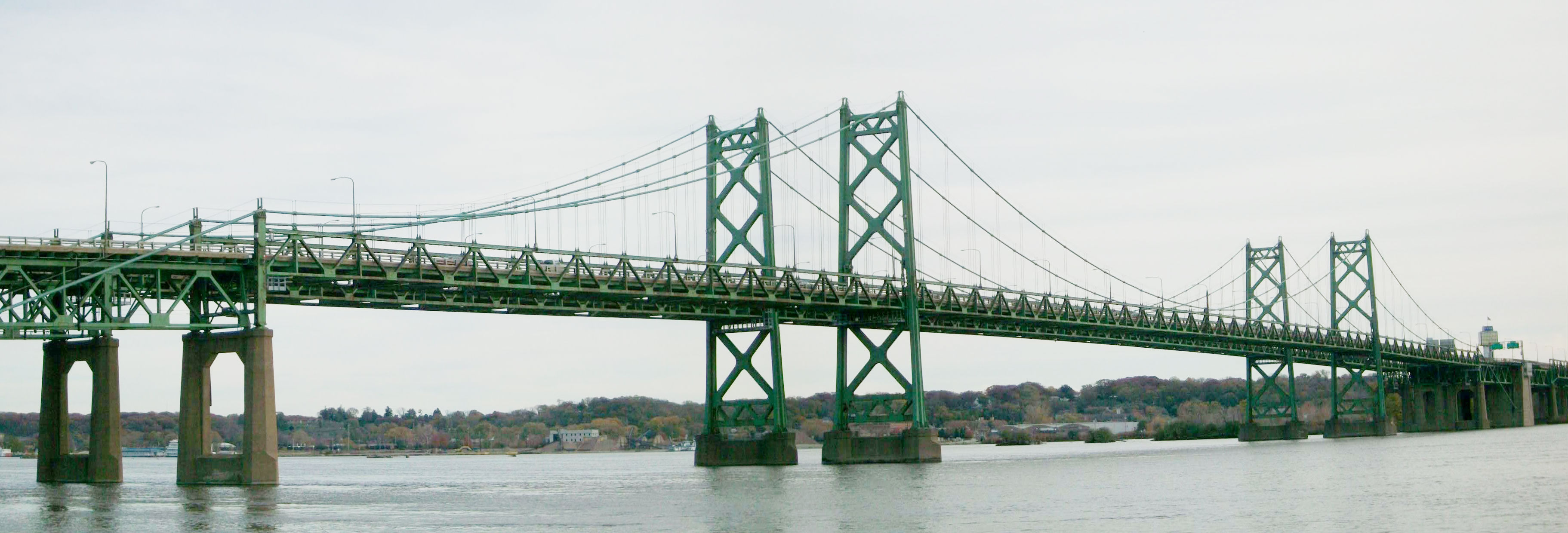
Автомобильный мост через реку Миссисипи, расположенный на трассе I-74 и соединяющий Молин с Беттендорфом, Айова

Молин расположен на реке Миссисипи в 266 км западней Чикаго, в 264 км северо-западней Спрингфилда и примерно посередине между Миннеаполисом и Сент-Луисом (41°29′09″ с. ш. 90°34′23″ з. д.). Высота над уровнем моря около 182 м.
По данным Бюро переписи населения США общая площадь города оценивается в 41 км², из которых 0,52 км² (1,39 %) составляет водная поверхность.
Через Молин проходит межштатная автомагистраль I-74, рассекающая его примерно на равные части.

### Климат
Молин находится в зоне влажного климата континентального типа. Самая высокая температура за всю историю метеонаблюдений была зафиксирована 14 июля 1936 года на отметке 44 °C, а самая низкая  — 3 февраля 1996 года, опустившись до -33 °C.
| Показатель                    | Янв. | Фев. | Март | Апр. | Май   | Июнь | Июль | Авг.  | Сен. | Окт. | Нояб. | Дек. | Год   |
| ----------------------------- | ---- | ---- | ---- | ---- | ----- | ---- | ---- | ----- | ---- | ---- | ----- | ---- | ----- |
| Средний суточный максимум, °C | −0,4 | 2,2  | 9,5  | 17,0 | 22,8  | 26,1 | 29,9 | 26,7  | 24,8 | 17,8 | 9,6   | 1,4  | 15,9  |
| Средняя температура, °C       | −5,1 | −2,5 | 4,0  | 10,7 | 16    | 21,9 | 24,1 | 22,9  | 18,4 | 11,7 | 4,6   | −2,9 | 10,3  |
| Средний суточный минимум, °C  | −9,7 | −7,2 | −1,4 | 4,4  | 10,2  | 15,7 | 18,2 | 17,1  | 12,0 | 5,6  | −0,5  | −7,3 | 4,7   |
| Норма осадков, мм             | 38,4 | 42,4 | 72,6 | 91,7 | 109,7 | 114  | 109  | 114,8 | 78,5 | 75,4 | 65    | 55,9 | 967,5 |
| Источник: NOAA                |      |      |      |      |       |      |      |       |      |      |       |      |       |

## Экономика

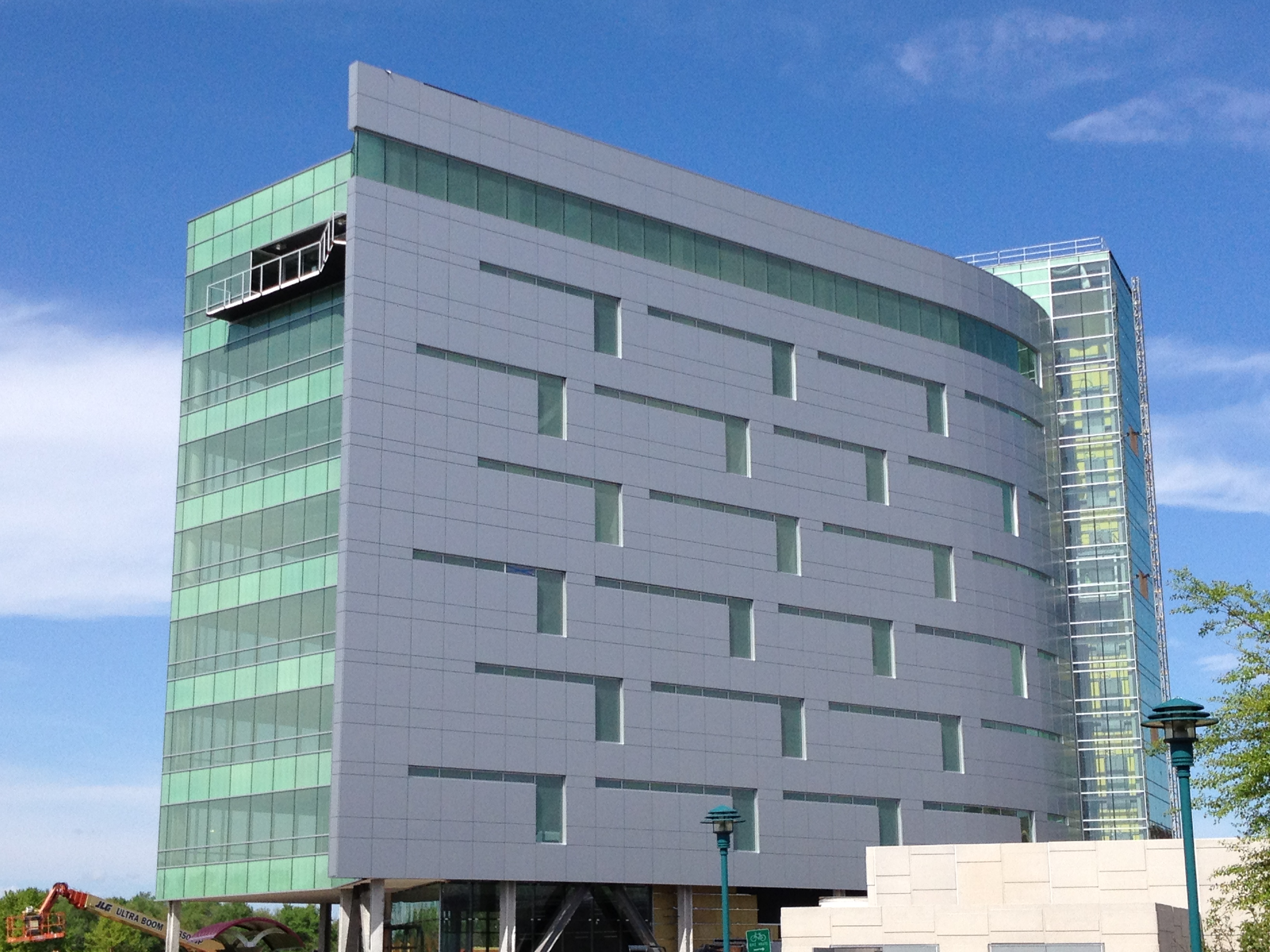
Новое здание финской компании Kone в Молине. Специализируется на производстве лифтов, кранов, эскалаторов и пр.

Согласно ежегодному финансовому отчёту, крупнейшими работодателями на конец 2010 года стали:
| №  | Работодатель             | Сотрудников |
| -- | ------------------------ | ----------- |
| 1  | Deere & Company          | 2165        |
| 2  | Школы Молина             | 978         |
| 3  | Колледж Блэк-Хоук        | 785         |
| 4  | John Deere Seeding Group | 719         |
| 5  | McLaughin Body Company   | 446         |
| 6  | I Wireless               | 446         |
| 7  | Город Молин              | 432         |
| 8  | Wal-Mart                 | 310         |
| 9  | Kone                     | 300         |
| 10 | John Deere Cylinder      | 271         |

## Известные жители и уроженцы
- Бонни Бартлетт — американская актриса.
- Винсент Гуго Бендикс — изобретатель и промышленник.
- Джон Дир — кузнец и промышленник, изобретатель стального плуга, основатель компании Deere & Company.
- Джон Гетц — американский актёр с театральной подготовкой.